# Mangal
Mangalul este un cărbune artificial ușor și sfărâmicios, obținut prin arderea incompletă a lemnelor în cuptoare speciale sau prin stingerea forțată a jăraticului.
Cocsul și negrul-de-fum sunt tipuri de mangal.